# Auerbach (Saksonia)
Auerbach – gmina w Niemczech, w kraju związkowym Saksonia, w okręgu administracyjnym Chemnitz, w powiecie Erzgebirgskreis, wchodzi w skład wspólnoty administracyjnej Auerbach-Burkhardtsdorf-Gornsdorf.
W XX w. miejscowość była w Niemczech jednym z ośrodków przemysłu pończoszniczego, jego początki sięgały tam XIX w.